# Pinhalzinho (São Paulo)
Pinhalzinho is een gemeente in de Braziliaanse deelstaat São Paulo. De gemeente telt 12.591 inwoners (schatting 2009).

## Aangrenzende gemeenten
De gemeente grenst aan Bragança Paulista, Monte Alegre do Sul, Pedra Bela en Socorro en Tuiuti.